# Michaël Fribourg
Michaël Fribourg, né le 14 août 1982 à Caen, est un haut fonctionnaire et chef d'entreprise français.
Inspecteur des finances, il est proche de Nicolas Sarkozy. Il crée la société d'investissement Columbus Holding grâce à laquelle il rachète la société Chargeurs, dont il devient le président.

## Biographie

### Jeunesse et formation
Michaël Fribourg est le fils d'un chef d'entreprise, Pierre Fribourg.
Il entre à l'École normale supérieure de Cachan, puis obtient un master en affaires publiques de Sciences Po Paris.
Après avoir été brièvement chargé de mission au cabinet du ministre des PME et du commerce Renaud Dutreil, il entre à l'ENA (promotion Willy Brandt 2007-2009) et en sort dans le corps de l'Inspection générale des finances.

### Passage dans l'administration française
Il est actif dans l'inspection des finances de 2009 à 2013, avec un passage dans le cabinet du ministre de l'industrie Éric Besson d'avril 2011 à mai 2012 en qualité de conseiller spécial chargé de la stratégie, de l’automobile et des restructurations.

### Patron d'entreprise
En 2012, il est banquier d'affaires à la banque Arjil.
Il préside Médicis Participations, qu'il crée à la mi-2014 et qu'il radie en 2018. En même temps, il crée une société familiale, Columbus Holding. En 2015, celle-ci achète à Jérôme Seydoux et à Eduardo Malone leur participation à la société Chargeurs, soit 27,76 % du capital de Chargeurs. Il devient ainsi président du groupe Chargeurs.
Il transforme rapidement la société. Pendant la période "Covid" de 2020, il fait fabriquer des masques. Il installe une nouvelle directrice du textile "fashion" à New York. Aux 3 activités traditionnelles de Chargeurs (films de protection de surface, entoilage pour la couture, laine pour le luxe) il ajoute un volet aménagement d'espaces et création de décors. Il achète quelques petites sociétés. Il tente la fabrication de tissus très techniques, filtrant les ondes électromagnétiques.
La société qui faisait 498,7 millions d'euros en 2015 avec 1600 salariés, fait 708 millions d'euros de chiffre d'affaires en 2021 avec 2200 salariés.
Nicolas Sarkozy a déclaré : « Michael Fribourg est l’un des meilleurs jeunes chefs d’entreprise français. Ce qu’il a fait, la transformation du groupe Chargeurs, la façon dont il s’est adapté aux conditions de la crise, c’est époustouflant. Il est promis à un grand avenir ». Michaël Fribourg incarne aux yeux de certains « une nouvelle génération aux responsabilités avec la volonté d'impulser des modèles stratégiques inédits et d'incarner une autre culture managériale ».

### Autres activités
À Sciences Po Paris, il organise des conférences sur le financement de l'économie.

## Situation personnelle
Michaël Fribourg est marié depuis 2009 à Georgia Ray, et ils ont 2 enfants.

## Distinctions
- Chevalier de l'ordre national du Mérite (2021). La décoration lui est remise par Nicolas Sarkozy dans un salon de l'Automobile Club de France, place de la Concorde à Paris[9].